# Renee Gracie
Renee Gracie (Kuraby, Brisbane, Australia; 5 de enero de 1995) es una actriz pornográfica y piloto de automovilismo australiana.

## Carrera deportiva
Tras el karting, Gracie disputó las temporadas 2013 y 2014 de la Copa Porsche Carrera de Australia. En su primer año, se convirtió en la primera mujer en competir en dicho campeonato.
En 2015, pasó al campeonato V8 Supercars Dunlop Series junto al equipo Paul Morris Motorsport, y fue la primera corredora femenina a tiempo completo en 14 años. A finales de ese año, se ubicó 18.ª en el campeonato de pilotos con 634 puntos y su mejor resultado de carrera fue un duodécimo lugar. En agosto de 2015, fue anunciada su participación en los 1000 km de Bathurst junto a la suiza Simona de Silvestro. Fue el primer dúo femenino en Bathurst desde Melinda Price y Kerryn Brewer en 1998.

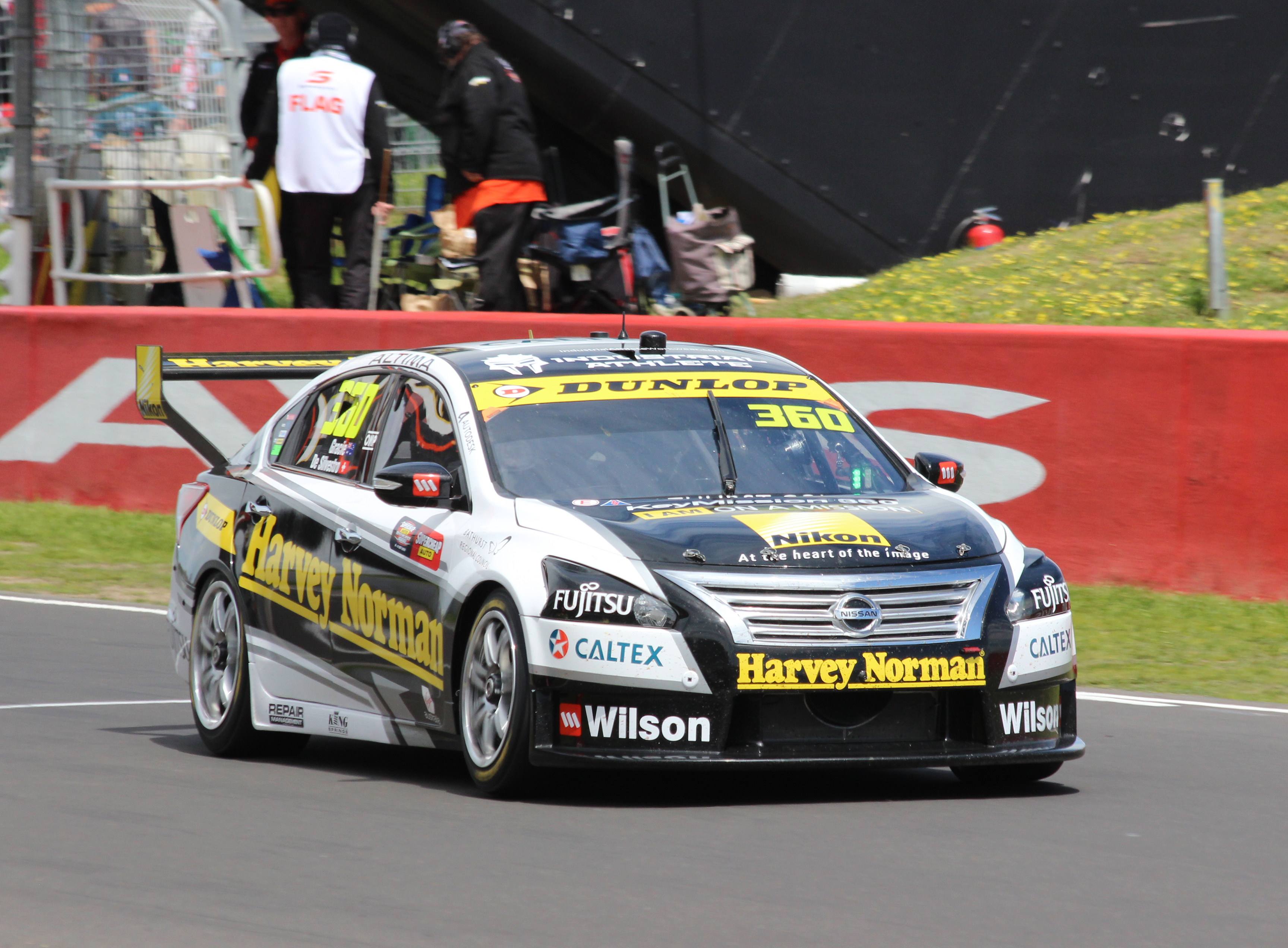
Nissan Altima L33 conducido por Gracie en los 1000 km de Bathurst de 2016.

Al año siguiente continuó en Supercars con el mismo equipo. También volvió a correr en Bathurst junto a de Silvestro, esta vez al volante de un Nissan Altima L33. A pesar de comenzar la carrera en la posición 26, ambas pilotos no tuvieron problemas durante la carrera y lograron terminar en la posición 14.
En 2017, Gracie pasó al equipo Dragon Motor Sport para disputar por tercera vez la Supercars, renombrada como Super2 Series. Tras 17 carreras y por falta de fondos, abandonó la categoría y fue reemplazada por Jordan Boys.
En abril de 2023, Gracie anunció su regreso a las pistas después de 6 años, arribando al GT World Challenge Australia al volante de un Audi R8 LMS Ultra del equipo Nineteen Corporation con el patrocinio de la plataforma OnlyFans.

## Carrera como actriz
En 2019, recibiendo apoyo de su padre, Gracie ingresó en la industria pornográfica, publicando contenido para adultos en la plataforma de suscripción OnlyFans, alegando que «los autos de carreras ya no son su pasión ahora». Decidió cambiar de labor tras no poder hacer dinero en el mundo del automovilismo. En 2020, con el dinero ganado, compró un Mercedes-AMG GTC Roadster por 350 000 dólares australianos.

## Resumen de carrera
| Temporada | Categoría                                | Equipo                           | Carreras     | Victorias    | Poles        | VR           | Podios       | Puntos       | Pos.         |
| --------- | ---------------------------------------- | -------------------------------- | ------------ | ------------ | ------------ | ------------ | ------------ | ------------ | ------------ |
| 2012      | Aussie Racing Cars Super Series          | Aussie Racing Cars               | 4            | 0            | 0            | 0            | 0            | 38           | 31.ª         |
| 2013      | Copa Porsche Carrera - Australia         | McElrea Racing                   | 19           | 0            | 0            | 0            | 0            | 173.5        | 19.ª         |
| 2014      | Copa Porsche Carrera - Australia         | McElrea Racing                   | 22           | 0            | 0            | 0            | 0            | 322.5        | 15.ª         |
| 2015      | V8 Supercars Dunlop Series               | Paul Morris Motorsport           | 16           | 0            | 0            | 0            | 0            | 634          | 18.ª         |
| 2015      | International V8 Supercars Championship  | Prodrive Racing Australia        | 1            | 0            | 0            | 0            | 0            | 84           | 54.ª         |
| 2016      | Supercars Dunlop Series                  | Paul Morris Motorsport           | 15           | 0            | 0            | 0            | 0            | 594          | 20.ª         |
| 2016      | International V8 Supercars Championship  | Nissan Motorsport                | 1            | 0            | 0            | 0            | 0            | 126          | 54.ª         |
| 2017      | Dunlop Super2 Series                     | Dragon Motor Racing Image Racing | 17           | 0            | 0            | 0            | 0            | 534          | 23.ª         |
| 2023      | GT World Challenge Australia - Trofeo GT | Nineteen Corporation             | 8            | 8            | 3            | 8            | 8            | 200          | 1.ª          |
| 2023      | GT World Challenge Australia - GT Am     | Nineteen Corporation             | 3            | 0            | 0            | 0            | 3            | 34           | 7.ª          |
| 2023      | Shannons Trophy Series - GT4             | Nineteen Corporation             | 3            | 0            | 0            | 0            | 1            | 0            | NC           |
| 2024      | GT World Challenge Australia             | OnlyFans Team MPC                | Disputándose | Disputándose | Disputándose | Disputándose | Disputándose | Disputándose | Disputándose |
| Fuente:   |                                          |                                  |              |              |              |              |              |              |              |

## Resultados

### V8 Supercars/Super2 Series
(Clave) (negrita indica pole position) (cursiva indica vuelta rápida)

| Año     | Escudería                        | Automóvil           | 1      | 2      | 3      | 4      | 5      | 6      | 7      | 8   | Pos. | Puntos |
| ------- | -------------------------------- | ------------------- | ------ | ------ | ------ | ------ | ------ | ------ | ------ | --- | ---- | ------ |
| 2015    | Paul Morris Motorsport           | Ford FG Falcon      | ADE 21 | BAR 16 | WIN 21 | TOW 20 | QLD 20 | BAT 19 | HOM 14 |     | 18.ª | 634    |
| 2016    | Paul Morris Motorsport           | Ford FG Falcon      | ADE 22 | PHI 22 | BAR 19 | TOW 15 | SAN 12 | BAT    | HOM 12 |     | 19.ª | 594    |
| 2017    | Dragon Motor Racing Image Racing | Holden VF Commodore | ADE 12 | SYM 19 | PHI 20 | TOW 12 | SYD 19 | SAN    | BAT    | NEW | 23.ª | 534    |
| Fuente: |                                  |                     |        |        |        |        |        |        |        |     |      |        |

### International V8 Supercars
(Clave) (negrita indica pole position) (cursiva indica vuelta rápida)

| Año     | Escudería                 | Automóvil         | 1      | 2      | 3      | 4      | 5      | 6      | 7      | 8      | 9      | 10      | 11      | 12      | 13      | 14      | 15      | 16      | 17      | 18      | 19      | 20      | 21         | 22      | 23      | 24      | 25         | 26      | 27      | 28      | 29      | 30      | 31      | 32      | 33      | 34      | 35      | 36      | Pos. | Puntos |
| ------- | ------------------------- | ----------------- | ------ | ------ | ------ | ------ | ------ | ------ | ------ | ------ | ------ | ------- | ------- | ------- | ------- | ------- | ------- | ------- | ------- | ------- | ------- | ------- | ---------- | ------- | ------- | ------- | ---------- | ------- | ------- | ------- | ------- | ------- | ------- | ------- | ------- | ------- | ------- | ------- | ---- | ------ |
| 2015    | Prodrive Racing Australia | Ford FG X Falcon  | ADE R1 | ADE R2 | ADE R3 | SYM R4 | SYM R5 | SYM R6 | BAR R7 | BAR R8 | BAR R9 | WIN R10 | WIN R11 | WIN R12 | HID R13 | HID R14 | HID R15 | TOW R16 | TOW R17 | QLD R18 | QLD R19 | QLD R20 | SMP R21    | SMP R22 | SMP R23 | SAN R24 | BAT R25 21 | SUR R26 | SUR R27 | PUK R28 | PUK R29 | PUK R30 | PHI R31 | PHI R32 | PHI R33 | SYD R34 | SYD R35 | SYD R36 | 54.ª | 84     |
| 2016    | Nissan Motorsport         | Nissan Altima L33 | ADE R1 | ADE R2 | ADE R3 | SYM R4 | SYM R5 | PHI R6 | PHI R7 | BAR R8 | BAR R9 | WIN R10 | WIN R11 | HID R12 | HID R13 | HID R14 | TOW R15 | QLD R16 | QLD R17 | SMP R18 | SMP R19 | SAN R20 | BAT R21 14 | SUR R22 | SUR R23 | PUK R24 | PUK R25    | PUK R26 | PUK R27 | SYD R28 | SYD R29 |         |         |         |         |         |         |         | 54.ª | 126    |
| Fuente: |                           |                   |        |        |        |        |        |        |        |        |        |         |         |         |         |         |         |         |         |         |         |         |            |         |         |         |            |         |         |         |         |         |         |         |         |         |         |         |      |        |

#### 1000 km de Bathurst
| Año  | Escudería                 | Automóvil         | Copiloto            | Vueltas | Pos. |
| ---- | ------------------------- | ----------------- | ------------------- | ------- | ---- |
| 2015 | Prodrive Racing Australia | Ford Falcon FG X  | Simona de Silvestro | 121     | 21.ª |
| 2016 | Nissan Motorsport         | Nissan Altima L33 | Simona de Silvestro | 159     | 14.ª |